# Glencoe (Illinois)
Glencoe – wieś w Stanach Zjednoczonych, w stanie Illinois, w hrabstwie Cook.
Urodziła się tutaj Lili Taylor, amerykańska aktorka.